# Linophryne bicornis
Linophryne bicornis is een straalvinnige vissensoort uit de familie van linophryden (Linophrynidae). De wetenschappelijke naam van de soort is voor het eerst geldig gepubliceerd in 1927 door Parr.